# Hagadá de Sarajevo

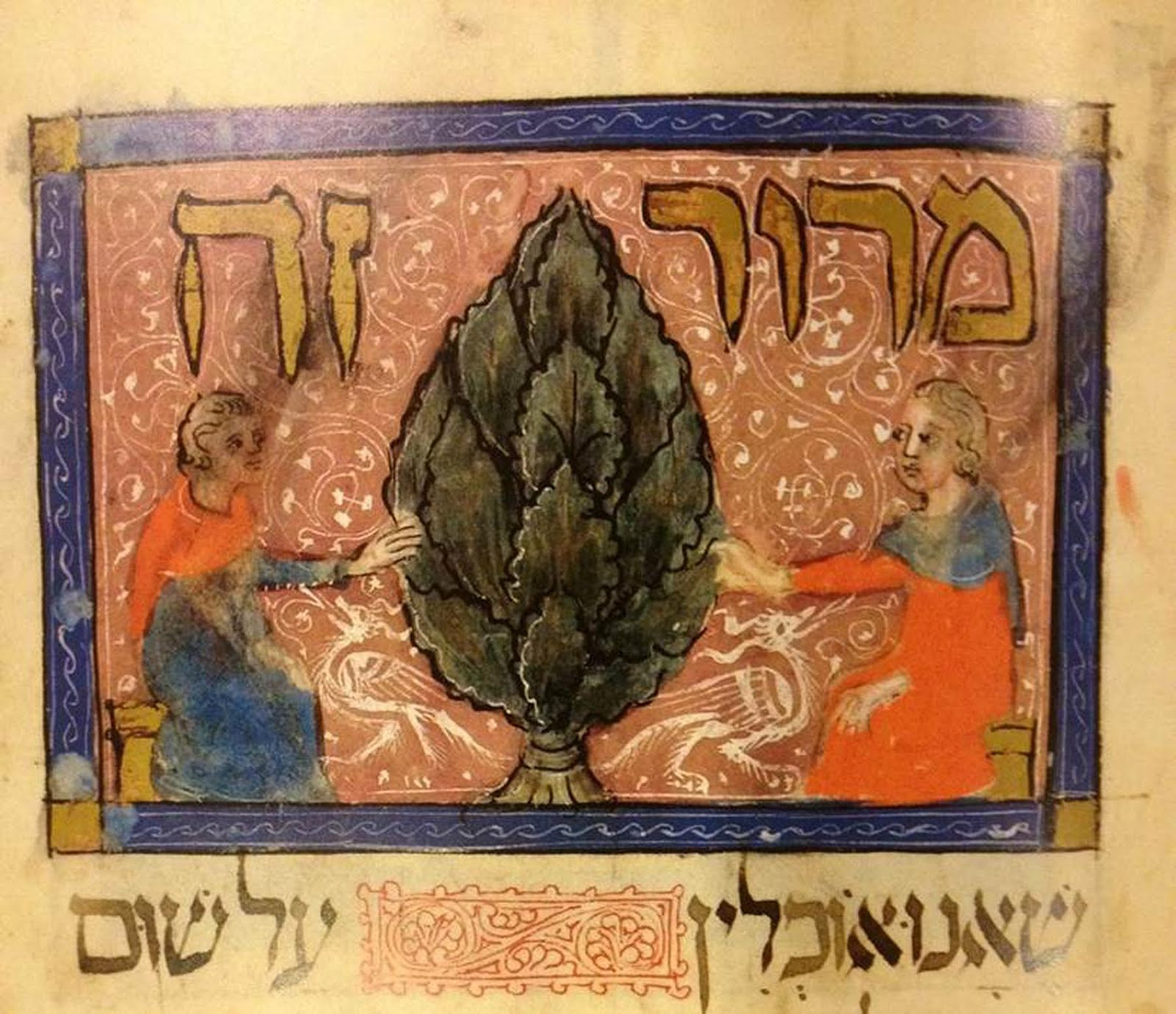
Hagadá de Sarajevo, Barcelona, 1350. Maror zé, en hebreo, literarlmente "esta amargura" alude a la condición de los hebreos cuando aún eran esclavos en Egipto. La imagen presenta dos hebreos celebrando el Séder de Pésaj.

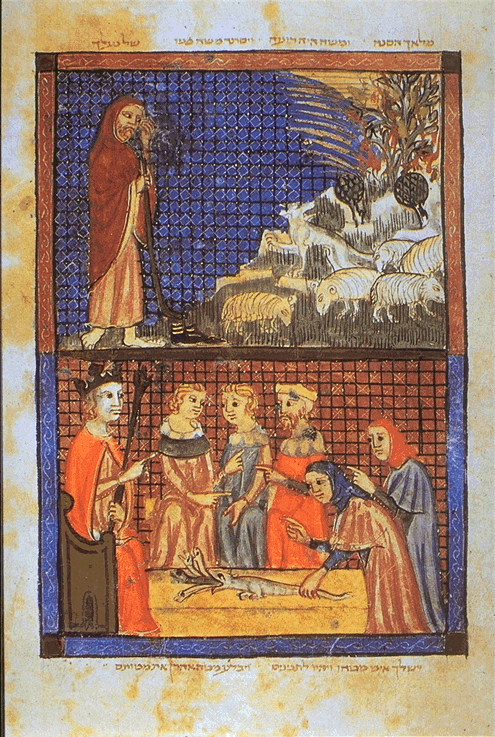
Página iluminada de la Hagadá de Sarajevo. Arriba: Moisés ante la zarza ardiente. Debajo: la vara de Aarón, una vez convertida en serpiente, se traga a todas las serpientes de los magos egipcios.

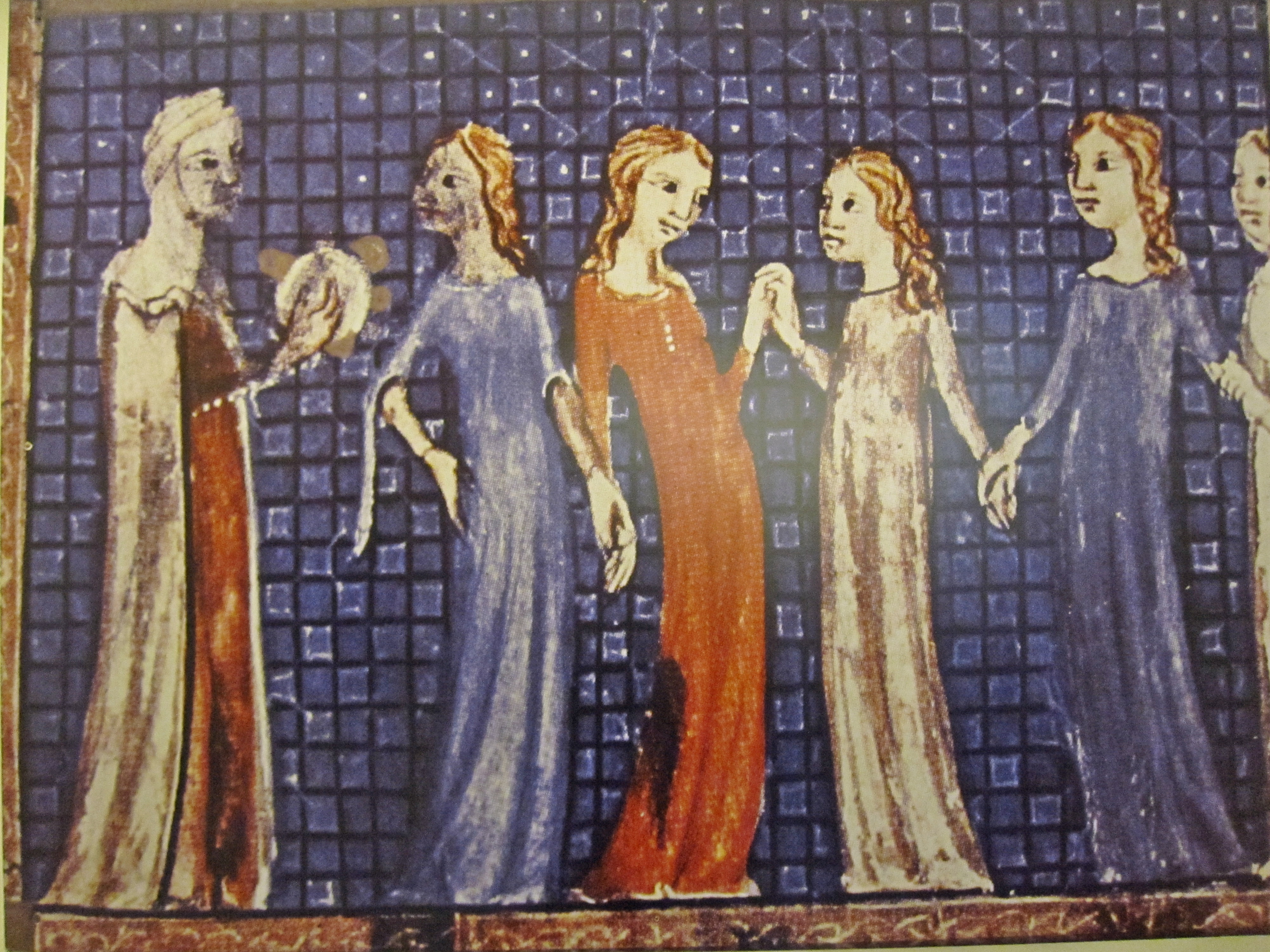
Éxodo. Miriam y las hebreas festejan el haber cruzado el Mar Rojo.

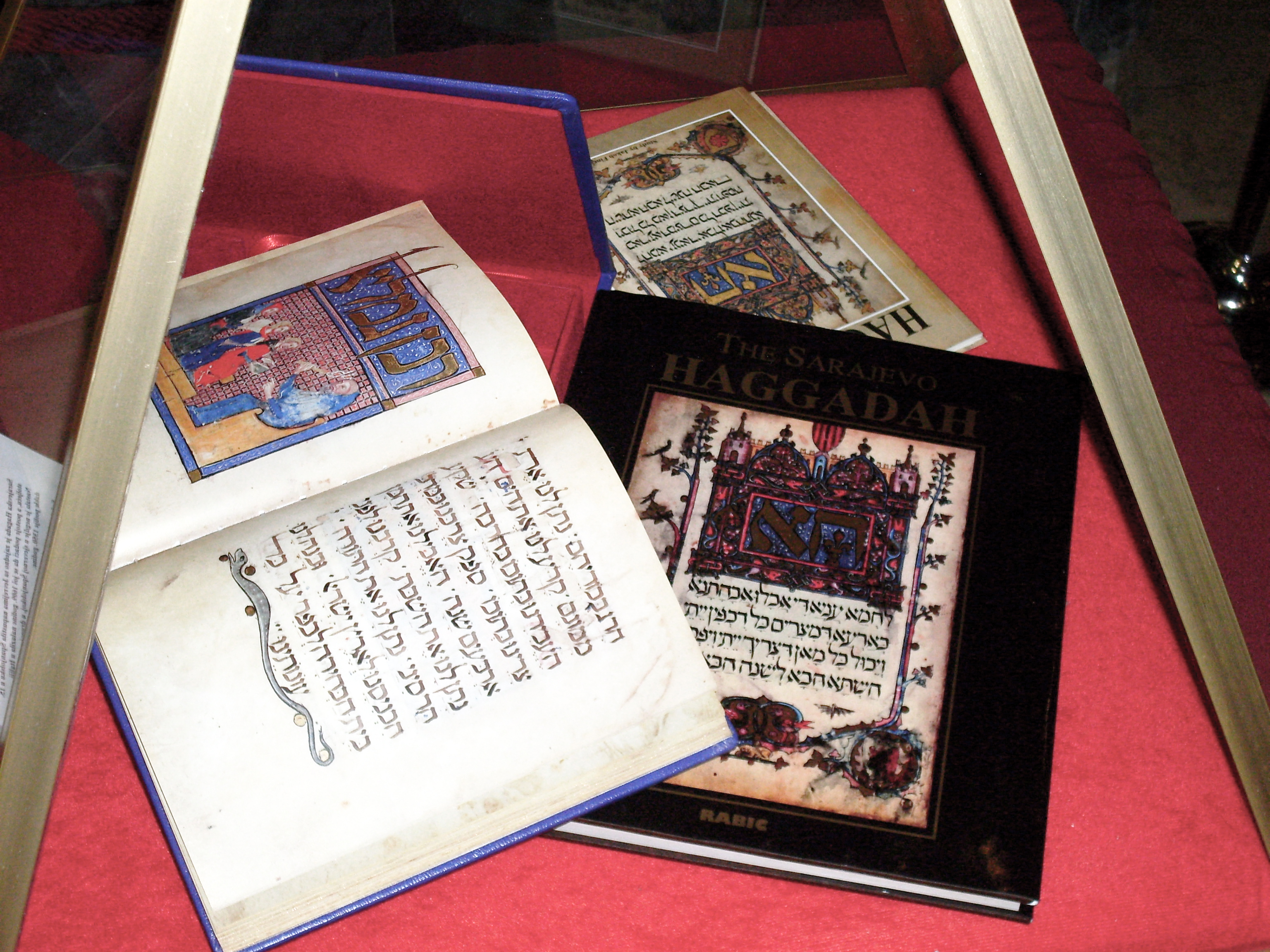
Hagadá de Sarajevo. Algunos ejemplos de los 613 facsímiles publicados en Bosnia-Herzegovina.

La Hagadá de Sarajevo es un manuscrito iluminado que contiene el tradicional texto hebreo propio de toda hagadá y que es leído durante Pésaj, la Pascua judía. Se trata de una hagadá sefardí que fue realizada en Barcelona en 1350.
La Hagadá de Sarajevo es preservada en el Museo Nacional de Bosnia y Herzegovina, Sarajevo.
La Hagadá de Sarajevo es una obra maestra del arte sefardí. Se trata de un manuscrito sobre pergamino blanqueado e iluminado con cobre y oro. Contiene 34 páginas de ilustraciones de escenas claves de la Biblia, desde la Creación hasta la muerte de Moisés. Algunas páginas están manchadas con vino, evidencia de que fue utilizada en muchas celebraciones de Pésaj.

## Historia
La Hagadá de Sarajevo ha estado a menudo cerca de la destrucción, si bien ha sobrevivido. Los historiadores creen que fue sacada de Barcelona por judíos del principado de Catalunya cuando fueron expulsados por el Edicto de Granada en 1492. Las notas marginales de la Hagadá indican que estuvo en Italia en el siglo XVI. Fue vendida al Museo Nacional en Sarajevo en 1894 por Joseph Kohen.
Durante la Segunda Guerra Mundial, el manuscrito fue escondido de los nazis y de la Ustacha por el bibliotecario jefe del museo, Derviš Korkut, quién arriesgó su vida propia, sacando ilegalmente la Hagadá fuera de Sarajevo. Korkut lo dio a un clérigo musulmán en Zenica, donde fue escondida bajo los tablones de madera del suelo de la mezquita o de la casa de un musulmán. En 1957, fue publicado un facsímil de la Hagadá por Sándor Scheiber, director del Seminario Rabínico de Budapest. En 1992, durante la Guerra de Bosnia, el manuscrito sobrevivió a un robo en el museo y fue descubierto en el suelo durante la investigación policial por el inspector local Fahrudin Čebo, con otros muchos objetos que los ladrones creyeron que no eran valiosos. Durando el asedio de Sarajevo por las fuerzas serbobosnias (el asedio más largo de la historia moderna) sobrevivió en una cámara acorazada subterránea de un banco. Hubo rumores de que el gobierno lo había vendido para comprar armas; el presidente de Bosnia mostró el manuscrito a la comunidad Seder el 1995 para desmentirlo.
Posteriormente, el manuscrito fue restaurado a través de una campaña especial financiada por las Naciones Unidas y la comunidad judía bosnia en 2001, y pasó a exponerse de forma permanente en el museo desde diciembre de 2002.
En 1985 se imprimió una reproducción en Liubliana, con 5000 copias. En mayo de 2006, la Sarajevo publishing house Rabic Ltd., anunció una próxima publicación de 613 copias más de la Hagadá en pergamino hecho a mano que intenta recrear fielmente el aspecto del original del siglo XIV, aludiendo a los 613 preceptos judaicos.
Se menciona brevemente el manuscrito en la película Bienvenidos a Sarajevo de Michael Winterbottom. En la novela Los guardianes del libro, de Geraldine Brooks (2008), se narra una historia de ficción de la Hagadá desde sus orígenes en Cataluña hasta el museo de Sarajevo.
La historia de Derviš Korkut, quién salvó el libro de los nazis, fue narrada en un artículo de Geraldine Brooks en la revista The New Yorker. El artículo también narra la historia de la joven judía, Mira Papo, a quién Korkut y su esposa escondieron de los nazis mientras custodiaban la Hagadá. En un giro del destino, la anciana Mira Papo, viviendo en Israel, protegió a la hija de Korkut durante la guerra bosnia de la década de 1990.
Una copia de esta Hagadá fue dada a Tony Blair, cuando era primer ministro del Reino Unido, por el Gran Muftí de Bosnia y Herzegovina, Mustafa Ceric, durante una ceremonia de la Fundación Faith de Tony Blair, en diciembre de 2011. El Muftí lo presentó como símbolo interreligioso de cooperación y respeto, destacando las dos ocasiones en que el libro judío fue protegido por parte de musulmanes. Otra copia fue dada a un representante del Gran Rabinato de Israel durante el encuentro interreligioso "Vivir juntos es el futuro" organizado en Sarajevo por la Comunidad de Sant'Egidio.